# Казановский, Мартин
Ма́ртин Казано́вский (пол. Marcin Kazanowski; 1563— 28 марта 1636, Каменец) — польский государственный и военный деятель, гетман польный коронный (1633—36), участвовал в нашествиях поляков на Россию в Смутное время и в 1618 году, а также в войнах Речи Посполитой со Швецией, Турцией и Молдавией.

## Биография
Родился в 1563 году, сын виленского старосты Николая Казановского (ум. 1639) и Катаржины Корыцинской. В 1608 г. — королевский ротмистр. Был послом Сигизмунда III к польским военачальникам Лжедмитрия II. Во время победоносной для поляков битве при Клушине командовал своим полком. В результате ссоры между честолюбивым Казановским и великим гетманом Литовским Ходкевичем последний на глазах всего войска запустил в него булаву.
В 1617—1618 гг. Мартин Казановский в чине региментария участвовал в походе королевича Владислава на Москву. Весной 1618 г. во главе 6-тысячного войска взял Стародуб. В 1620 г. участвовал в битве под Цецорой, где небольшое польское войско было полностью разгромлено турецко-татарской армией. Сам Мартин Казановский был захвачен в плен и вскоре за небольшой выкуп был освобожден.
В 1622 г. был назначен каштеляном галицким. В 1628 г. Мартин Казановский стал королевским полковником. В 1629 году сражался со шведской армией в неудачном для поляков сражении при Гужно. В 1632 г. был назначен воеводой подольским.
В 1633 г. польный гетман коронный Мартин Казановский участвовал в смоленской кампании нового польского короля Владислава против Русского государства. В 1634 г. Мартин Казановский был одним из королевских комиссаров на переговорах и подписании Поляновского мирного договора.

## Должности
- каштелян галицкий (с 1622 г.),
- староста богуславский (1622),
- староста тлумацкий (1627),
- староста звенигородский (1628),
- староста предборский и нежинский (1634),
- гетман польный коронный (1633),
- воевода подольский (1633).

## Семья
Мартин Казановский был женат на Катаржине Старжицкой. Дети:
- Эльжбета, жена с 1642 года великого гетмана коронного и каштеляна краковского Николая Потоцкого (1595—1651)
- Адам Казановский (ум. 1648) — великий обозный коронный (1647)
- Доминик Александр Казановский (1605—1648) — польный писарь коронный (1637), воевода брацлавский (1646—1648), староста богуславский и звенигородский.